# Aedes stenei
Aedes stenei är en tvåvingeart som beskrevs av Thompson 1956. Aedes stenei ingår i släktet Aedes och familjen stickmyggor.
Artens utbredningsområde är Jamaica. Inga underarter finns listade i Catalogue of Life.